# プルラン
プルラン(pullulan) は、グルコースのみからなる多糖類の一種で、グルコース3分子がα1-4結合したマルトトリオースがα1-6結合で繋がった構造を持つ。すなわち、結合はα1-4、α1-4、α1-6という並びの繰り返しである。CAS登録番号は9057-02-7。1939年、Bauerらにより黒色酵母Aureobasidium pullulansの培地から抽出され命名された。加水分解酵素によって、マルトトリオースまたはパノースなどに分解される。

## 構造
グルコース3分子がα1-4結合したマルトトリオースがα1-6結合で繋がった構造を持つ多糖類。

## 物理的・化学的性質
- 水溶性に優れ、速やかに水に溶解する。
- 増粘性、接着性、付着性、粘着性、造膜性、被膜性などに優れ、可食性である。

上記の性質から、一定の水を加えて加熱成型を行うと、可食水溶性の成型物(フィルムやカプセルなど)を作ることができる。

## 安全性
- 急性毒性、亜急性毒性、慢性毒性、変異原性の各試験において安全性が確認されており、日本では澱粉同様、使用制限のない添加物として扱われている。
- 食品 - 既存添加物名簿収載品目リスト(別添一)に収載。
- 医薬品 - 医薬品添加物規格1993に収載。2006年には、第15改正日本薬局方(JP15)に収載。
- 化粧品 - 化粧品原料基準外成分規格1993に収載。
- 国外 - アメリカ／GRAS(NO.GRN000099)、韓国・台湾／食品添加物

## 生産・製法
1973年（昭和48年）、岡山県の企業である林原（現・ナガセヴィータ）が、でんぷんを原料とし黒酵母の一種であるAureobasidium pullulansを培養して得る方法で、世界で初めて工業化に成功。1976年に製造工場を竣工し、販売を開始した。製品としてのプルランは無味無臭の中性の白色粉末。

## 利用法
- 水溶性で保水力に富み、食品、化粧品、医薬品などに利用される。
- 無味で皮膜性、造膜性に優れているため、天然由来のフィルムやカプセルとして使われている。
- 2006年には第15改正日本薬局方(JP15)に収載され、医療用にも用いることができるようになった。

プルランの様々な性質を利用して、以下のような用途にも用いられる。
- ドレッシング、マヨネーズ、シャンプー - 潤滑性の付与
- 菓子類、錠剤 – 接着剤
- タレ、佃煮 – 増粘剤
- カニ、エビ、味付海苔、米菓 – ツヤ出し
- 卵焼き、スポンジ、グミ – 保水剤